# Lataule
Lataule é uma comuna francesa na região administrativa de Altos da França, no departamento de Oise. Estende-se por uma área de 7,37 km². Em 2010 a comuna tinha 120 habitantes (densidade: 16,3 hab./km²).